# Woldendorp
Woldendorp (53° 16′ N, 7° 02′ L) é uma cidade dos Países Baixos, na província de Groninga. Woldendorp pertence ao município de Delfzijl, e está situada a 31 km, a leste de Groningen.
Em 2001, a cidade de Woldendorp tinha 568 habitantes. A área urbana da cidade é de 0.22 km², e tem 246 residências.
A área de Woldendorp, que também inclui as partes periféricas da cidade, bem como a zona rural circundante, tem uma população estimada em 980 habitantes.